# Bryum uvidum
Bryum uvidum là một loài rêu trong họ Bryaceae. Loài này được Cardot & Broth. mô tả khoa học đầu tiên năm 1923.